# Dolichosuchus
Dolichosuchus war eine Gattung theropoder Dinosaurier aus der oberen Trias. Die einzige der monotypischen Gattung zugeordnete Art ist Dolichosuchus cristatus. Gattung und Typusart werden als nomen dubium gewertet.

## Etymologie und Forschungsgeschichte
Der Gattungsname setzt sich zusammen aus dem altgriechischen δολιχός (dolichos) „lang“ und der latinisierten Form (suchus) für den altgriechischen Namen Σοῦχος (Souchos) des ägyptischen Krokodilgottes Sobek. Der Artzusatz cristatus (Latein: „kammtragend“) bezieht sich auf einen Knochenkamm als Muskelansatzstelle am proximalen Ende des Schienbeinknochens. Der Artname lässt sich grob also in etwa mit „Kammtragendes Lang-Krokodil“ übersetzen und ist einigermaßen irreführend, da es sich um kein Krokodil handelte und sich die im Namen angegebenen Merkmale lediglich auf Merkmale des Schienbeinknochens beziehen und keine Angaben zum Aussehen des ganzen Tieres machen.
Gattung und Typusart wurden 1932 erstmals von Friedrich von Huene als Vertreter der Coelurosaurier beschrieben und in die Gruppe der Hallopodidae gestellt, wobei er allerdings betont, dass diese Zuordnung eher provisorischen Charakter hat.
Rauhut und Hungerbühler vermerkten 2000, ebenso wie 1934 bereits von Huene, große Ähnlichkeit mit den Schienbeinknochen von Liliensternus liliensterni und Dilophosaurus wetherilli und stellten Dolichosuchus in die Gruppe der Coelophysoidea. Die Autoren weisen allerdings auch darauf hin, dass das vorhandene Fossilmaterial nicht geeignet ist für eine Zuordnung auf Gattungs- oder gar Artebene. Sie werten das Taxon Dolichosuchus cristatus dementsprechend als nomen dubium. Noch vorsichtiger bewerten Tykoski und Rowe das Taxon 2004 als nomen dubium innerhalb der Ceratosauria.

## Fossilbeleg und Alterseinstufung
Einziger Fossilbeleg für Dolichosuchus ist ein ca. 30 cm langes Fragment eines Schienbeinknochens aus dem Unteren oder Mittleren Stubensandstein (= 1. und 2. Stubensandstein) von Kaltental (Stuttgart). Das Originalfossil befindet sich im Natural History Museum (ehemals British Museum of Natural History – „BMNH“) in London unter der Inventarnummer BMNH 38058.
Auf Basis von Conchostraken stellen Kozur und Weems den 1. Stubensandstein in das Lacium und den 2. Stubensandstein in das Alaunium. Dem fossilen Schienbeinknochen lässt sich damit ein Alter von etwa 209 bis 220 Millionen Jahren zuordnen.

## Merkmale und Lebensweise
Sowohl von Huene als auch Rauhut und Hungerbühler beschreiben eine stark ausgeprägte Crista cnemialis lateralis (Cnemialkamm) am proximalen Ende des Schienbeinknochens. Dieses Merkmal und eine laterale Knochenleiste an der Verbindungsstelle zum Wadenbein weisen Dolichosuchus als Vertreter der Theropoda aus.
Sofern die Zuordnung zu den Coelophysoidea zutreffend ist, kann Dolichosuchus als bipeder Karnivore gesehen werden. Carrano und Sampson vergleichen die Größe von Dolichosuchus mit der von Gojirasaurus und Dilophosaurus, was einer Körperlänge von etwa 5 bis 6 m entsprechen würde.